# St.-Annen-Spital

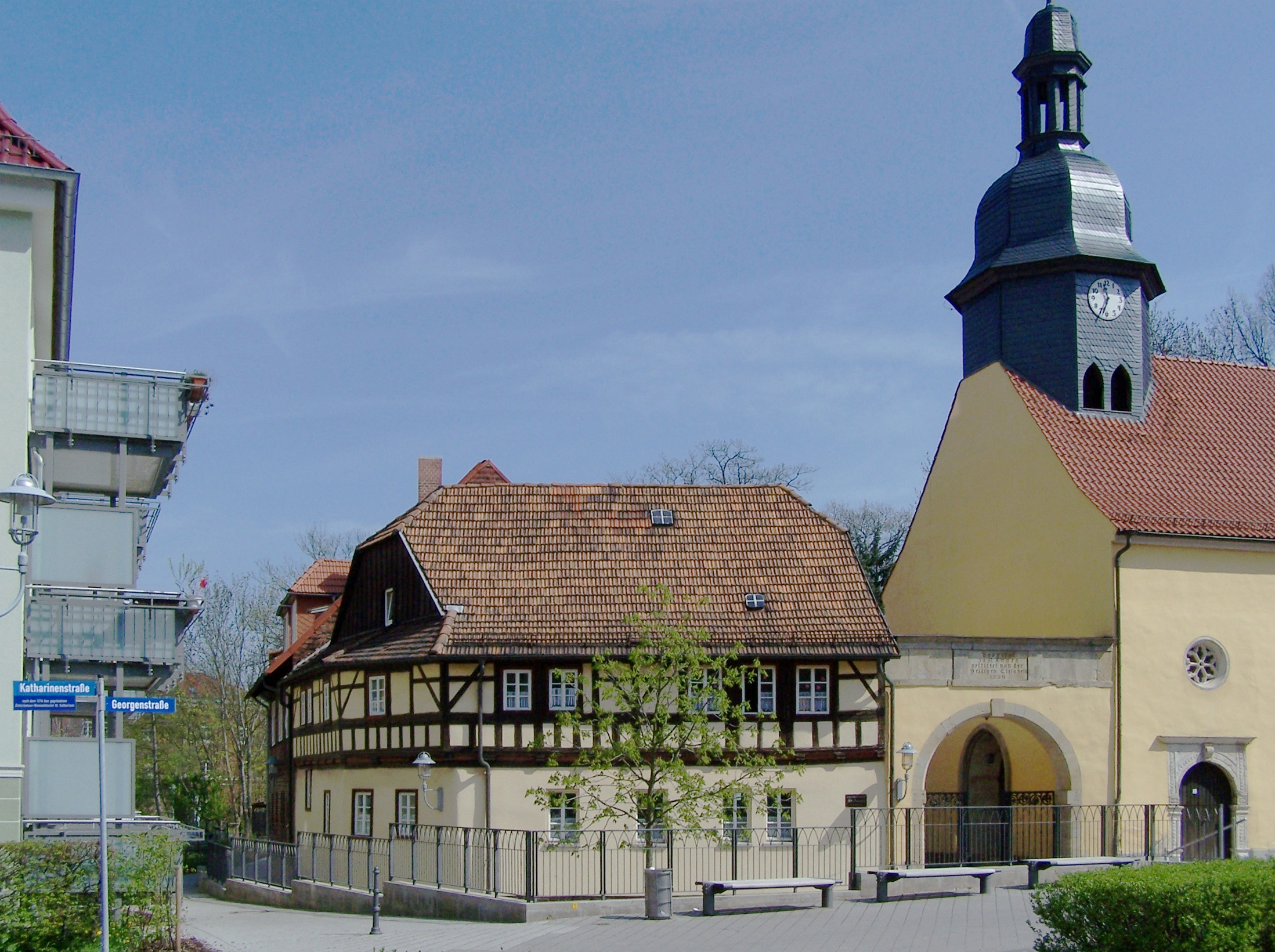
Am Annenstift

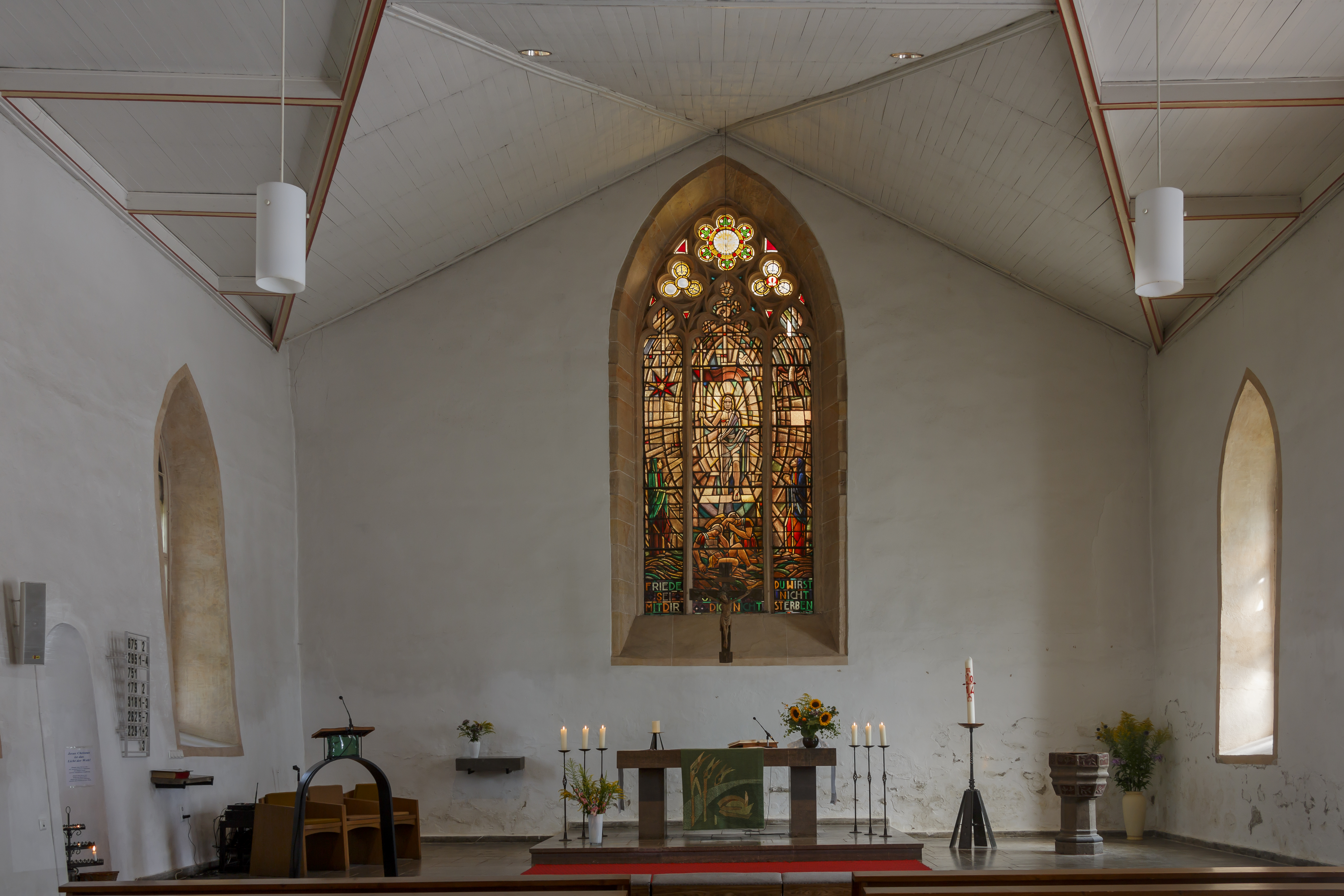
Annenkirche Innenansicht

Das St.-Annen-Spital war ein Krankenhaus in Eisenach. Das als „Neues Spital“ bezeichnete Siechenhaus befand sich im Mittelalter in der Fischerstadt, einer Vorstadt, unmittelbar nordwestlich vor dem Georgenthor der Eisenacher Stadtbefestigung gelegen. Das Spital grenzte an die St.-Annen-Kirche. Heute sind alle betreffenden Parzellen zusammengeschlossen und bilden den Standort des Pflegeheims „St. Annen-Stift“ mit der da befindlichen St.-Annen-Kirche.

## Geschichte
Den Namen St.-Annen-Spital erhielt dieses erst im 18. Jahrhundert von der St.-Annen-Kirche, vorher hieß es einfach „das Neue Spital“ – in Unterscheidung zu dem „Alten Spital“, dessen Reste wohl noch im 15. Jahrhundert nahe beim Katharinenkloster am Rande der dortigen Vorstadt.
Die von der Heiligen Elisabeth begründete St.-Annen-Kapelle hatte 1506 drei Altäre. Der Eisenacher Chronist Johannes Rothe berichtet, an der Stelle des Neuen Spitals hätte vorher ein Vorwerk der Eisenacher Ratsfamilie Hellgreve bestanden. Schon 1309 war das Neue Spital vermögend. Beim ersten Eisenacher Stadtbrand 1343 brannte es aus, wurde aber umgehend erneuert. Die Kapelle wurde auch nach der Reformation von den Spittelleuten und auch von den Nachbarn benutzt. Während des Dreißigjährigen Krieges wurde die Kirche erneuert und erweitert. Herzog Ernst August bestimmte die Annenkapelle 1743 zur Garnisonkirche und ließ sie mit zwei Emporen neu einrichten. Nachdem sie in der Zeit der Befreiungskriege zu Kriegszwecken benutzt worden waren, ist der Bau mehrfach wieder erneuert worden, namentlich im Jahre 1875. Hierbei wurden auch die noch im Hof befindlichen Gebäude des Annenspitals abgebrochen.
Im Jahr 1883 beschloss die Eisenacher Stadtverwaltung den Bau eines modernen Alters- und Pflegeheims. Hierzu wurde ein benachbarter Bauplatz an der heutigen Hospitalstraße bestimmt. Die bisher an unterschiedlichen Standorten in der Stadt befindlichen Spitäler St. Justus und St. Spiritus wurden in diesen Neubau umgesiedelt. Im Clemensspital wurde gleichzeitig eine Männerabteilung von St. Annen untergebracht.

## Siehe auch

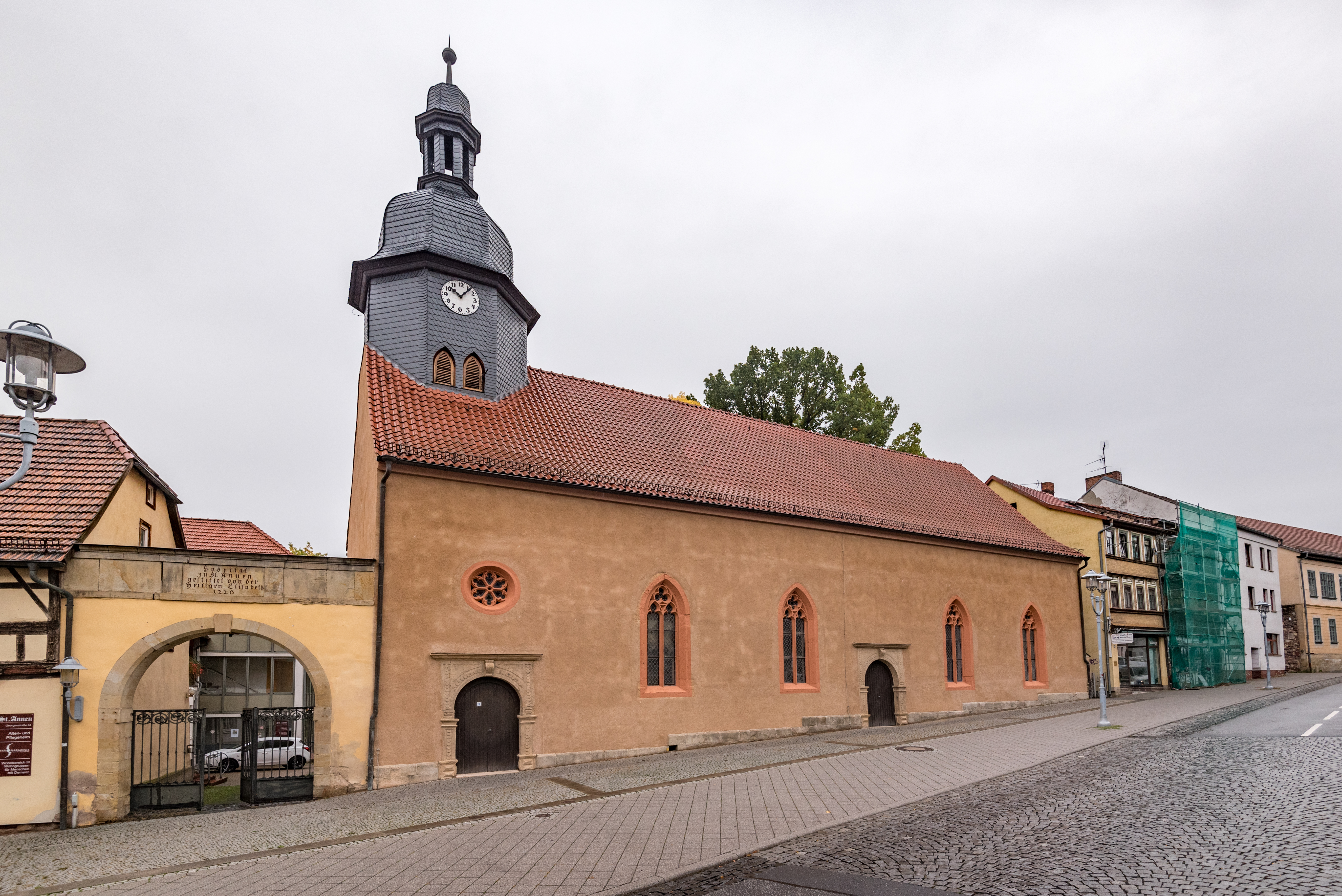
Annenkirche nach Sanierung